# Гуменюк, Николай Петрович
Николай Петрович Гуменюк (укр. Микола Петрович Гуменюк; 10 июня 1936, Щуровцы, Винницкая область — 20 июня 1997, Киев) — советский и украинский специалист в области физического воспитания и психологии спорта. Ректор Киевского государственного института физической культуры (1980—1986). Кандидат психологических наук (1974).

## Биография
Родился 10 июня 1936 года в селе Щуровцы Гайсинского района Винницкой области.
Выпускник Винницкого педагогического института (1960). В 1974 году ему была присвоено научная степень кандидата психологических наук.
В 1975 года был назначен проректором по учебно-научной работе Киевского государственного института физической культуры.
В 1980 году стал ректором Киевского государственного института физической культуры, возглавляя учебное заведение в течение шести лет. После работал заведующим кафедрой педагогики и психологии (1986—1992). Работал в институте до 1995 года.
Скончался 20 июня 1997 года в Киеве.

## Научные труды
- Исследование особенностей психической регуляции движений и действий человека в связи с константностью двигательных восприятий. 1974
- Психогигиена спортивной деятельности. 1978 (соавтор)
- Психология физического воспитания и спорта. 1985 (соавтор)
- Психологические факторы, лимитирующие спортивную деятельность. 1986 (соавтор)